# 卡恰尼夫卡 (皮德沃洛奇西克區)
49°28′2″N 26°7′0″E / 49.46722°N 26.11667°E
卡恰尼夫卡（烏克蘭語：Качанівка）是位於烏克蘭西部特諾皮爾州裏特諾皮爾區的村莊，始建於1546年，面積3.66平方公里，2001年人口1,303，人口密度每平方公里356人。